# Bootania pilicornis
Bootania pilicornis is een vliesvleugelig insect uit de familie Torymidae. De wetenschappelijke naam is voor het eerst geldig gepubliceerd in 1909 door Cameron.